# ロバート・ティンクラー
ロバート・ティンクラー (Robert Tinkler、1973年5月12日 - ) は、カナダの声優。『サム&マックスの冒険 フリーランスポリス』のマックス (Max)や、『メタルファイト ベイブレード』の鋼銀河などを演じた。

## 出演作品

### アニメ
- サム&マックスの冒険 フリーランスポリス - (マックス)
- フラニーズ・フィート - (サルサ)
- SLAM DUNK - (桜木花道)
- メタルファイト ベイブレード - (鋼銀河)
- 笑撃のナムチャックス! - (フーヴス)
- しゅつどう!パジャマスク - (先生)
- スヌーピー 宇宙への道 - (ウッドストック)
  - スヌーピーのショータイム!

### 劇場版
- きかんしゃトーマス 魔法の線路（大人のパッチ[1]）
- ナッツジョブシリーズ - (バディ、レッドライン)
  - ナッツジョブ 〜サーリー&バディのピーナッツ大作戦!〜
  - ナッツジョブ リバティパーク奪還作戦!!